# Theophilus Bradbury
Theophilus Bradbury (* 13. November 1739 in Newbury, Essex County, Province of Massachusetts Bay; † 6. September 1803 in Newburyport, Massachusetts) war ein US-amerikanischer Jurist und Politiker. Zwischen 1795 und 1797 vertrat er den Bundesstaat Massachusetts im US-Repräsentantenhaus.

## Werdegang
Theophilus Bradbury wuchs während der britischen Kolonialzeit auf. Er besuchte bis 1757 das Harvard College und arbeitete danach für einige Zeit als Lehrer. Nach einem anschließenden Jurastudium und seiner Zulassung als Rechtsanwalt begann er ab 1761 in Portland in diesem Beruf zu arbeiten. Im Jahr 1764 verlegte er seinen Wohnsitz und seine Anwaltskanzlei nach Newburyport. In den 1790er Jahren begann er eine politische Laufbahn. Zwischen 1791 und 1794 gehörte er dem Senat von Massachusetts an. Er wurde Mitglied der von Alexander Hamilton gegründeten Föderalistischen Partei.
Bei den Kongresswahlen des Jahres 1794 wurde Bradbury im elften Wahlbezirk von Massachusetts in das US-Repräsentantenhaus gewählt, wo er am 4. März 1795 die Nachfolge von Henry Dearborn antrat. Nach einer Wiederwahl konnte er bis zu seinem Rücktritt am 24. Juli 1797 im Kongress verbleiben. Dieser erfolgte nach seiner Ernennung zum Richter am Massachusetts Supreme Judicial Court. 1798 wurde er in die American Academy of Arts and Sciences gewählt. Das Richteramt bekleidete er bis zu seinem Tod am 6. September 1803 in Newburyport.